# Petőfi Zenei Díj
A Petőfi Zenei Díj egy 2016-ban, a Médiaszolgáltatás-támogató és Vagyonkezelő Alap (MTVA) és a VOLT Produkció Kft. által közösen alapított díj, amelyet évente ítélnek oda a magyar könnyűzenei élet kiemelkedő képviselőinek. A díj létrejöttét 2016 májusában hirdette ki a Petőfi Rádió. A rádió weboldalán május 17-én a díj szabályzatát, 18-án pedig az első díjátadó információit hirdették ki. A díjat 2021 óta az MTVA adja át.
Az első díjátadót 2016. június 28-án rendezték meg a Telekom VOLT Fesztivál nulladik napján, Sopronban.
Vaszily Miklós, az MTVA akkori vezérigazgatója így fogalmazott a díjról: 
A megújuló közmédia minden tehetségre figyel. A Petőfi Rádió, a Petőfi TV, és a petofilive.hu mára a magyar zene otthonává vált. Évtizedes munka érett be, az a magyar fiatal, aki a zenében szeretne maradandót alkotni, jó partnert talál a Petőfi rádióban és tévében: a Petőfi Rádió és a Petőfi TV, valamint ezek közös új médiás platformja, a PetőfiLive.hu szerepe a hazai könnyűzenei életben mára meghatározónak mondható, szinte nincs olyan magyar kortárs együttes, akit ne a Petőfi fedezett volna fel. Ezért a közmédia küldetése nem csupán abban merül ki, hogy időről-időre új, hazai produkciókra irányítja a nagyközönség figyelmét és rendszeresen játssza a dalaikat, de feladatunknak érezzük azt is, hogy a legjobbakat egy nagy ünnep keretében minden évben elismerésben is részesítsük. A célunk az, hogy olyan show keretében adjuk át ezeket a Petőfi Zenei Díjakat, amely idehaza egyedülállónak, tartalmasnak és látványosnak ígérkezik, sok-sok hazai- és világsztár részvételével. A Telekom VOLT Fesztivál ehhez ideális helyszín, hiszen így a közönség, a hallgatóink is nagy számban lehetek részesei ennek az ünnepi programnak, amelyet természetesen a TV-ben, a rádióban, és a petofilive.hu portálon is közvetítünk
Lobenwein Norbert, a VOLT Produkció vezetője és a Petőfi Zenei Díj korábbi főszervezője ezt mondta a díjról:
Fesztiválszervezőként látjuk, hogy a Petőfi az elmúlt években hány új, mára meghatározó zenekart és előadót fedezett fel és mutatott be elsőként a hazai nagyközönségnek. Úgy gondoljuk, tőlük átvenni az év legjobbjainak járó elismeréseket, igazán komoly rangot jelent majd. A Petőfi Rádió, a Petőfi TV, és a PetofiLive.hu a fesztiváljaink egyfajta természetes szövetségese, olyan médium, amely hasonló profillal és ízlésvilággal bír, mint mi, éppen ezért találtunk most is egymásra a Petőfi Zenei Díj alapítása kapcsán.
A díj 2016 óta számos változáson ment keresztül. 2019-ben négy új kategóriában ismerték el az alkotókat - az év szövegírója, az év gitárosa, az év ütőhangszerese és az év billentyűse - a Petőfi Rádió által összeállított öt-öt nevet tartalmazó listáról a korábbi életműdíjasok, Bereményi Géza, Demjén Ferenc és Tátrai Tibor választották ki a díjazottat.
2020-ban a Covid-19 miatt elmaradt a gála és 2021-től a közmédia önállóan rendezte meg a díjátadót és adta át az elismeréseket. A díjátadó különlegessége volt, hogy nem a szokásos módon, fesztiválozó közönség jelenlétében vehették át a díjaikat a győztesek, hanem fokozott biztonsági előírások betartása mellett stúdióműsorban, közönség nélkül, január 23-án este a Duna műsorában.
2022 januárjában ismét televíziós műsor keretében osztották ki az elismeréseket. A díjátadók között voltak mások mellett A Dal 2022 zsűritagjai, a műsorvezetője, valamint a Petőfi Rádió és M2 Petőfi TV szakmai vezetői.
2023-ban a nyári fesztiválszezon nyitányaként hetedik alkalommal adták át a díjakat. A nagyszabású eseményen kilenc kategóriában osztották ki a rangos szakmai elismeréseket a hazai könnyűzenei élet meghatározó alkotóinak. A Díjátadót élőben közvetítette a Duna, az M2 Petőfi TV és a Petőfi Rádió. Az év nagy újdonságaként az életműdíjat önálló műsorban adták át nagyszabású gála keretében. A különleges gálaműsorért a Duna csatorna nemzetközi elismerésben részesült.
2024 februárjában ismét önálló gálaműsorban adták át az életműdíjat. Júniusban nyolcadik alkalommal adták át a díjakat, újabb kategóriával, az év rádiós koncertjével bővítve a Petőfi Zenei Díjak sorát. A Petőfi Zenei Díjátadót élőben közvetítette a Duna, az M2 Petőfi TV és a Petőfi Rádió.

## A díj kategóriái
A 2016-ban alapított díj kategóriái az évek alatt változtak, bővültek. 2024-ben az alábbi kategóriában osztották ki a díjakat:
- Életműdíj
- Az év dala
- Az év együttese
- Az év női előadója
- Az év férfi előadója
- Az év rádiós koncertje
- Az év felfedezettje
- Az év zenei felvétele
- Az év koncertje
- Az év hangszeres előadója

## Nyertesek
- Petőfi Zenei Díj (2016)
  - Az év dala: Halott Pénz – Darabokra törted a szívem
  - Az év együttese: Halott Pénz
  - Az év női előadója: Rúzsa Magdolna
  - Az év férfi előadója: Szabó Balázs
  - Az év videóklipje: Wellhello x Halott Pénz – Emlékszem, Sopronban
  - Az év felfedezettje: Fran Palermo és Freddie (döntetlen)
  - Az év koncertje: Ákos – Papp László Budapest Aréna, 2015. december 16-17.
  - Az év dj-je: Karanyi
  - Az év hangmérnöke: Rochlitz Tamás
  - Az év producere: Kovács Krisztián
  - Az év borítója: Hujber Áron és Benkő Bálint – Ülni. Örülni. Megőrülni. (Halott Pénz)
  - Az év menedzsere: Rusz András
  - Az év hangszerelése: Varga Norbert és Lukács Levente – Balance (Brains)
  - Életműdíj: Bereményi Géza
- Petőfi Zenei Díj (2017)
  - Az év dala: Wellhello – #Sohavégetnemérős
  - Az év zenekara: Halott Pénz
  - Az év női előadója: Lábas Viktória
  - Az év férfi előadója: Marsalkó Dávid
  - Az év videóklipje: Halott Pénz – Élnünk kellett volna még (feat. Agebeat & Kovary)
  - Az év felfedezettje: Soulwave
  - Az év koncertje: Quimby, Micsodaország – Papp László Budapest Aréna, 2016. november 26.
  - Az év dj-je: Lotfi Begi
  - Életműdíj: Demjén Ferenc
- Petőfi Zenei Díj (2018)
  - Az év dala: Pápai Joci – Origo
  - Az év zenekara: Halott Pénz
  - Az év női előadója: Fábián Julianna
  - Az év férfi előadója: Lukács László
  - Az év videóklipje: Rúzsa Magdolna – Mosd fehérre
  - Az év felfedezettje: Follow the Flow
  - Az év koncertje: Wellhello, A hentesék – Budapest Park, 2017. június 10.
  - Az év dj-je: Jumo Daddy
  - Életműdíj: Tátrai Tibor
- Petőfi Zenei Díj (2019)[4]
  - Az év dala: Pápai Joci – Az én apám
  - Az év zenekara: Halott Pénz
  - Az év női előadója: Rúzsa Magdolna
  - Az év férfi előadója: Ákos
  - Az év videóklipje: Follow the Flow – Nem tudja senki
  - Az év felfedezettje: Acoustic Planet
  - Az év akusztikus koncertje: Bagossy Brothers Company – Fishing on Orfű, 2018. november 5.
  - Az év gitárosa: Füstös Bálint
  - Az év szövegírója: Szepesi Mátyás
  - Az év ütőhangszerese: Gálos Ádám
  - Az év billentyűse: Szebényi Dániel
  - Életműdíj: Nagy Feró
- Petőfi Zenei Díj (2020)[5]
  - Az év dala: Rácz Gergő & Orsovai Reni – Monstantól
  - Az év zenekara: Bagossy Brothers Company
  - Az év női előadója: Rúzsa Magdolna
  - Az év férfi előadója: Bagossy Norbert
  - Az év videóklipje: Bagossy Brothers Company – Visszajövök
  - Az év felfedezettje: Tortuga
  - Az év akusztikus koncertje: Demjén Ferenc
  - Az év dalszövegírója: Molnár Tamás
  - Az év gitárosa: Madarász Gábor
  - Az év ütőhangszerese: Bánfalvi Sándor
  - Az év billentyűse: Lepés Gábor
  - Életműdíj: Horváth Károly
- Petőfi Zenei Díj (2021)[6]
  - Az év dala: Kaukázus – Egyetlen szó
  - Az év zenekara: 4S Street
  - Az év női előadója: Takács Dorina
  - Az év férfi előadója: Köteles Leander
  - Az év felfedezettje: Katona Petra
  - Az év idegennyelvű magyar szerzeménye: Lengyel Johanna & Benkő Dávid – Never be
  - Az év multimédiás projektje: BP Underground – Rock
  - Az év elektronikus zenei előadója: Analog Balaton
  - Az év hangszeres előadója: Varga Nóra
  - Az év dalszövegírója: Kardos-Horváth János
  - Életműdíj: Szakcsi Lakatos Béla
- Petőfi Zenei Díj (2023)[7]
  - Az év dala: Titán – Éjféli járat
  - Az év női előadója: Tóth Gabriella
  - Az év férfi előadója: Csík János
  - Az év zenekara: Ismerős Arcok
  - Az év zenei felvétele: Szarka Tamás – Állnak az órák
  - Az év koncertje: Petőfi 200 – Ferenczi György, 1-ső Pesti Rackák, Modern Art Orchestra
  - Az év zenei eseménye: Szabadság, szerelem – Petőfi 200
  - Az év televíziós felvétele: Szepesi Dávid
  - Az év hangszeres előadója: Sárik Péter
  - Életműdíj: Adamis Anna (a díjazottat külön gálaműsorral köszöntötték)[8]

- Petőfi Zenei Díj (2024)[9]
  - Az év dala: László Evelin – Legényes
  - Az év női előadója: Gubik Petra
  - Az év férfi előadója: Freddie
  - Az év zenekara: Magna Cum Laude
  - Az év zenei felvétele: Szarka Tamás – Otthon vagyunk
  - Az év koncertje: Ákos – Opera
  - Az év rádiós koncertje: 4S Street
  - Az év hangszeres előadója: Parno Graszt
  - Az év felfedezettje: Arcidra
  - Életműdíj: Földes László (Hobo) (a díjazottat külön gálaműsorral köszöntötték)[10]

- Petőfi Zenei Díj (2025)[11]
  - Az év dala: Kuplung –  El kell, hogy engedj
  - Az év női előadója: Tóth Vera
  - Az év férfi előadója: Ákos
  - Az év zenekara: Magashegyi Underground
  - Az év zenei eseménye: Mandoki Soulmates – Szent István-napi koncert
  - Az év koncertje: Ismerős Arcok – Torockó (Nemzeti Összetartozás Napja)
  - Az év rádiós koncertje: Dánielfy
  - Az év dalszövegírója: Csicsák Norbert
  - Az év felfedezettje: Orbay Lilla
  - Az év hangszeres előadója: Pribojszki Mátyás
  - Életműdíj: Szarka Tamás